# 비디오 CD

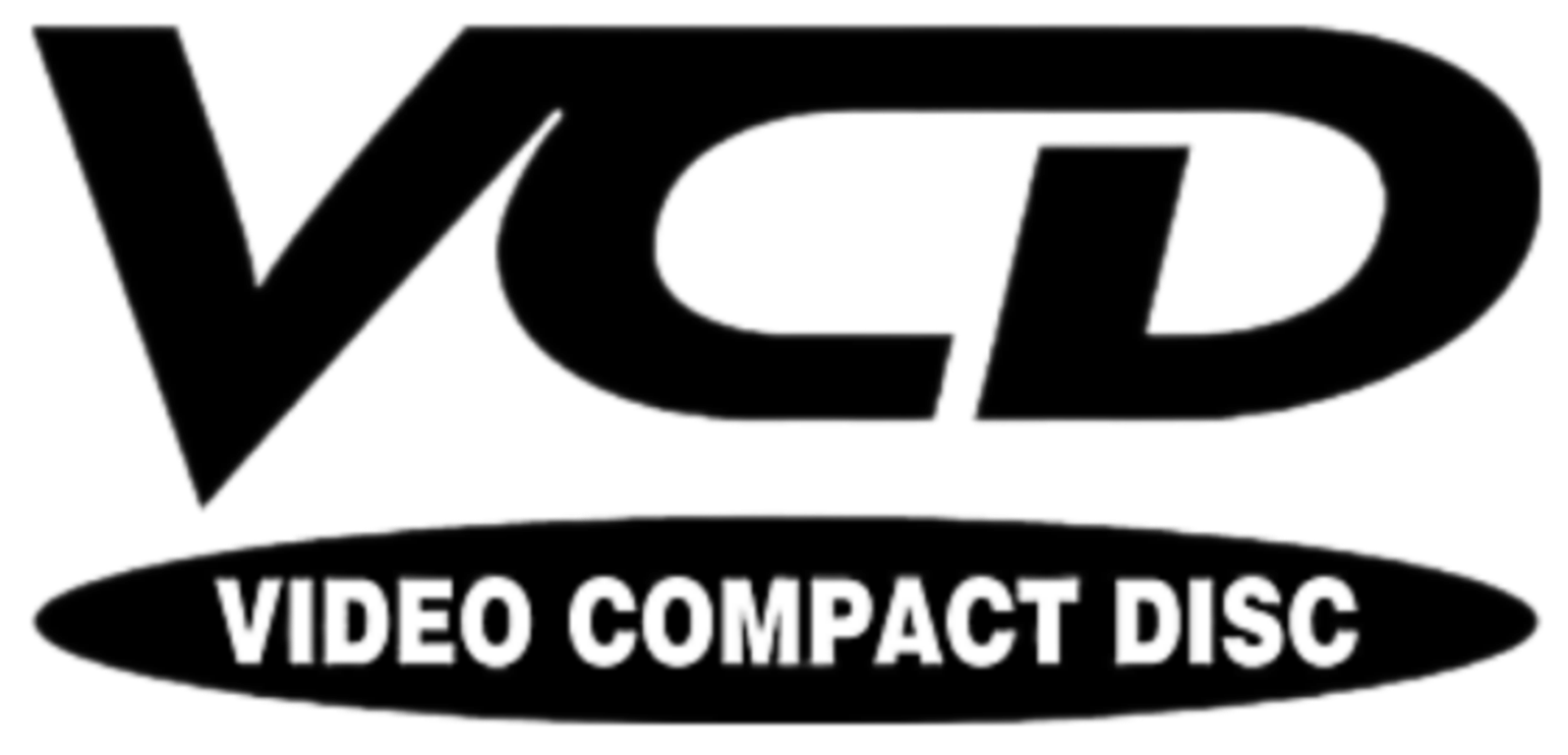

비디오 CD(Video CD, View CD, VCD)는 콤팩트 디스크 디지털 비디오라고도 하며, 콤팩트 디스크에 영상을 저장하는 표준 디지털 영상 포맷이다. VCD는 VCD 플레이어, 현대의 DVD 비디오 플레이어, 일부 비디오 게임기를 통해서 재생할 수 있다. VCD 표준은 1993년 소니, 필립스, 마쯔시타, JVC, 네 개의 회사가 공동으로 만들었으며, 백서 표준에 자세하게 명시되어 있다.

## 역사
1979년 필립스는 지름이 약 30 센티미터(12인치)인 광 레이저디스크를 도입하였다. 이 디스크는 각 면에 디지털 오디오과 함께 1시간 분량의 아날로그 비디오를 보관할 수 있었다. 레이저디스크는 VHS 테이프의 약 2배 정도의 화질을 보여주었고, 소리의 경우 VHS 보다 훨씬 뛰어났다.
나중에 필립스는 소니와 함께 새로운 종류의 디스크를 개발하는데, 이는 콤팩트 디스크(CD)이다.
몇 년 뒤, 필립스는 CD에 영상을 제공하는 기능을 추가하기로 결정했다. 이는 1987년 CD 비디오(CD-V)의 제작으로 이어졌다. 아날로그 비디오를 저장하는데 5분 정도의 정보만 담을 수 있었기 때문에 CD-V 배포는 뮤직 비디오로 국한되었다.
1990년대 초 엔지니어들은 비디오 신호를 디지털화, 압축하여 저장 효율성을 크게 개선하였다. 이러한 새로운 형식은 83분의 오디오 및 비디오를 저장할 수 있었고, 영화를 CD로 출시하는 것이 현실화되었다. 이 포맷을 비디오 CD 또는 VCD라고 한다.
더 세밀한, 더 높은 용량의 광 디스크 포맷의 발전은 DVD 포맷의 양산으로 이어졌으며, 복제 보호 매커니즘과 함께 겨우 몇 년 뒤에 출시되었다. DVD 플레이어가 CD에 쓰이는 파장보다 더 짧은 파장을 사용함으로써 더 많은 정보를 담을 수 있게 되었다. VHS를 비디오 시장에서 밀어내는데 성공했기 때문에 DVD는 성공적으로 평가를 받는다.

## 기술 규격

### 동영상
- 코덱: MPEG-1
- 해상도:
  - NTSC: 352x240
  - PAL/SECAM: 352x288
- 가로세로비:
  - NTSC: 107:80 (4:3에 비해 0.3% 다름)
  - PAL/SECAM: 4:3
- 프레임레이트:
  - NTSC: 29.97 또는 23.976 프레임/초
  - PAL/SECAM: 25 프레임/초
- 비트레이트: 1,150 킬로비트/초
  - 레이트 제어: 일정한 비트레이트

### 오디오
- 코덱: MPEG-1 오디오 레이어 II
- 주파수: 44,100 헤르츠 (44.1 킬로헤르츠)
- 출력: 듀얼 채널 또는 스테레오
- 비트레이트: 224 킬로비트/초
  - 레이트 제어: 일정한 비트레이트

## 비슷한 포맷
- (x)VCD
- SXVCD

## 같이 보기
- 가상 CD (VCD)
- SVCD
- CVD
- 미니DVD
- DcVD
- KVCD
- CD 비디오
- 무비CD